# Mešita Al-Andalus
Mešita Al-Andalus se nachází v sousedství Arroyo del Cuarto ve městě Malaga ve Španělsku.

## Struktura
Mešita je velká 4 tisíce metrů čtverečních a má dva hlavní vchody - jeden pro muže a druhý pro ženy. Má také vlastní školu a auditorium pro 200 lidí, tři modlitebny, učebny, knihovnu nebo výuku arabštiny a dalších několik vzdělávacích úseků. Kapacita je 1000 věřících, čím se Al-Andalus stává jednou z největších mešit v Evropě.
Minaret u mešity dosahuje výšky 25 metrů.